# سلطعون هنسلوي
سلطعون هنسلوي (الاسم العلمي Polybius henslowii) هو أحد أنواع السلطعون، وأنوع الوحيد في جنس سلطعون بوليبيوس وينتمي إلى فصيلة السلطعونات السابحة، هو سباح ماهر يساعده في ذلك امتداد أرجله الخلفية كالمجداف. وينتشر في شمال شرق المحيط الأطلسي وغرب البحر الأبيض.